# Parque forestal nacional de Zhangjiajie
El Parque forestal nacional Zhangjiajie (en chino:湖南张家界国家森林公园; pinyin: Húnán Zhāngjiājiè Guójiā Sēnlín Gōngyuán; literalmente "Parque Forestal Nacional de Zhangjiajie Hunan") es el único parque forestal nacional ubicado en la ciudad de Zhangjiajie en el norte de la provincia de Hunan en la República Popular de China. Es uno de los varios parques nacionales en el área escénica de Wulingyuan.
En 1982 fue reconocido como el primer parque nacional de China de carácter forestal (4810 hectáreas). El Parque forestal nacional de Zhangjiajie es parte de una zona mucho más grande (397,5 kilómetros cuadrados) llamada área escénica de Wulingyuan.
En 1992, Wulingyuan fue oficialmente reconocido por la UNESCO como Patrimonio de la Humanidad. Fue aprobado por el Ministerio de Tierras y Recursos Naturales, como una Geoparque Nacional Forestal (3600 km²) en el año 2001. En 2004, el Geoparque Zhangjiajie fue incluido como un Geoparque Mundial de la UNESCO.
Una de las montañas con forma de columna del parque, anteriormente llamada la "Columna del Sur", de 1080 metros de altura, fue oficialmente renombrada en enero de 2010 como "Montaña Aleluya de Avatar" (阿凡达-哈利路亚山), por haber servido de inspiración a la película Avatar, y como muestra de aprecio al mensaje social de la misma.[cita requerida]
En agosto de 2016, se inauguró en el parque la pasarela de cristal Coiling Dragon (Dragón Enrollándose). La pasarela, de 100 metros con 99 curvas, rodea el acantillado del monte Tianmen con vistas impresionantes del paisaje de Hunan.
El parque Zhangjiajie ya dispone del puente de cristal más largo del mundo: un puente de 430 m sobre un valle de 300 m.

## Uso recreativo
El Punto escénico de Yuanjiajie está consolidado como el punto más icónico del Parque, 
Se puede tomar el Elevador Bailong hasta Yuanjiajie, que es el ascensor externo más alto del mundo, con 326 metros de altura, o caminar durante aproximadamente 1 hora desde Qianlixianghui hasta Yuanjiajie.
Yuanjiajie es relativamente menos concurrida. Yuanjiajie también ofrece un camino pavimentado que se dirige hacia el oeste desde la estación superior del Elevador Bailong desde el que se visualizan los picos circundantes, así como algunos puentes naturales a gran altura.